# Aurantiocoris purshiae
Aurantiocoris purshiae är en insektsart som beskrevs av Schuh och Schwartz 2004. Aurantiocoris purshiae ingår i släktet Aurantiocoris och familjen ängsskinnbaggar. Inga underarter finns listade i Catalogue of Life.